# ميكي كينان
ميكي كينان (بالإنجليزية: Mickey Keenan)‏ (5 أبريل 1956 في المملكة المتحدة - ) هو لاعب كرة قدم بريطاني في مركز حراسة المرمى. لعب مع أردز وأولدهام أثلتيك وبورتاداون وليسبورن ديستليري وNewry City F.C. ‏.

## وصلات خارجية
- ميكي كينان على موقع قاعدة بيانات كرة القدم.إي يو (الإنجليزية)